# Pumarín (Gijón)
Pumarín es uno de los barrios del distrito Sur de la ciudad de Gijón (Principado de Asturias, España). Surgió a mediados del siglo XX a partir de varios de grupos de viviendas obreras, entre los cuales destacan Las Mil Quinientas y Carsa. En 2018 tenía una población de 16.737 habitantes.

## Situación y comunicaciones
El barrio está situado en el cuadrante sur de la ciudad. Está delimitado por la avenida de la Constitución en el oeste, la calle Juan Alvargonzález en el norte, la Carretera Carbonera en el este y la calle río Eo en el sur. 
Pumarín está conectado directamente con Oviedo mediante la autovía AS-II que parte de la avenida de la Constitución. Limita con los barrios de El Polígono, El Llano, Montevil, Nuevo Gijón y Perchera-La Braña.
Emtusa ofrece al barrio varias líneas de autobús, aunque solo lo atraviesan directamente las líneas 10 y E71. El resto de líneas estacionan principalmente en la avenida de la Constitución.

## Toponimia

### Significado y origen del topónimo
El nombre del barrio coincide con el diminutivo del sustantivo asturiano pumar («pomar», huerta de árboles frutales, especialmente manzanos). El filólogo especializado en lengua asturiana Ramón d'Andrés cita en su obra Diccionario toponímico del concejo de Gijón que, por otro lado, la denominación del barrio también podría derivar del nombre romano de hombre Pumarinus («Pumarino»). Este habría sido el propietario de alguna tierra o casería de la zona.

### Lugar al que hace referencia el topónimo
Es importante mencionar que, antes del desarrollo del actual barrio, Pumarín se utilizaba para nombrar a unos terrenos situados en el lado opuesto de la carretera de Oviedo —actual avenida de la Constitución—. Estos pertenecían a la parroquia gijonesa de Tremañes y ahora se identifican con los barrios de Perchera, Nuevo Gijón y Santa Bárbara. No obstante, en el año 1967 —cuando ya se habían comenzado a construir muchos de los grupos de viviendas que dieron origen al barrio— un plano de Gijón aún distinguía entre «Pumarín» y el «Grupo Pumarín». Hoy en día el antiguo uso de Pumarín aún se conserva en el topónimo El Alto de Pumarín (L'Alto Pumarín en asturiano), zona de la avenida de Oviedo a la altura del barrio de Santa Bárbara.

## Historia

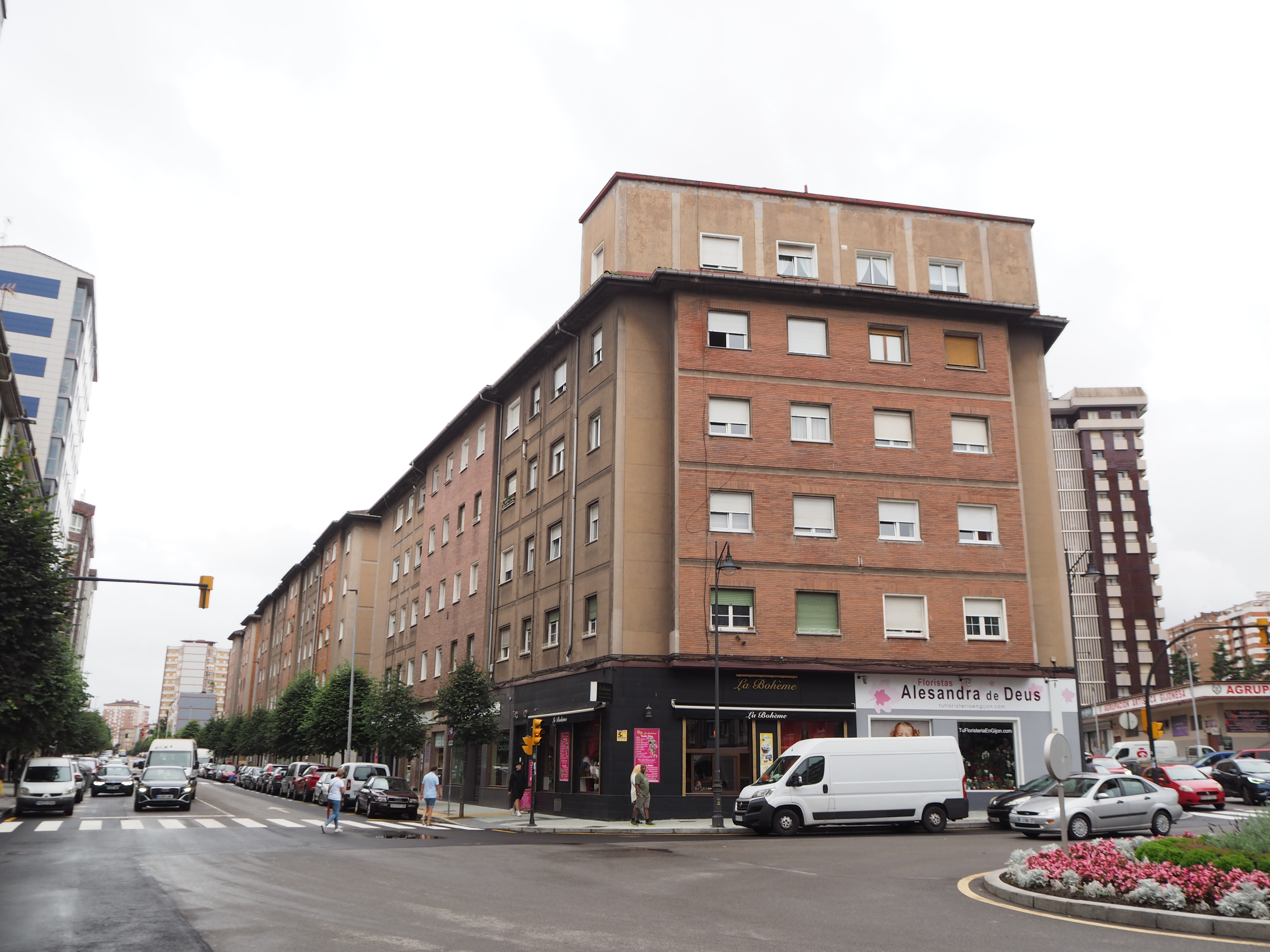
Manzana de La Urgisa.

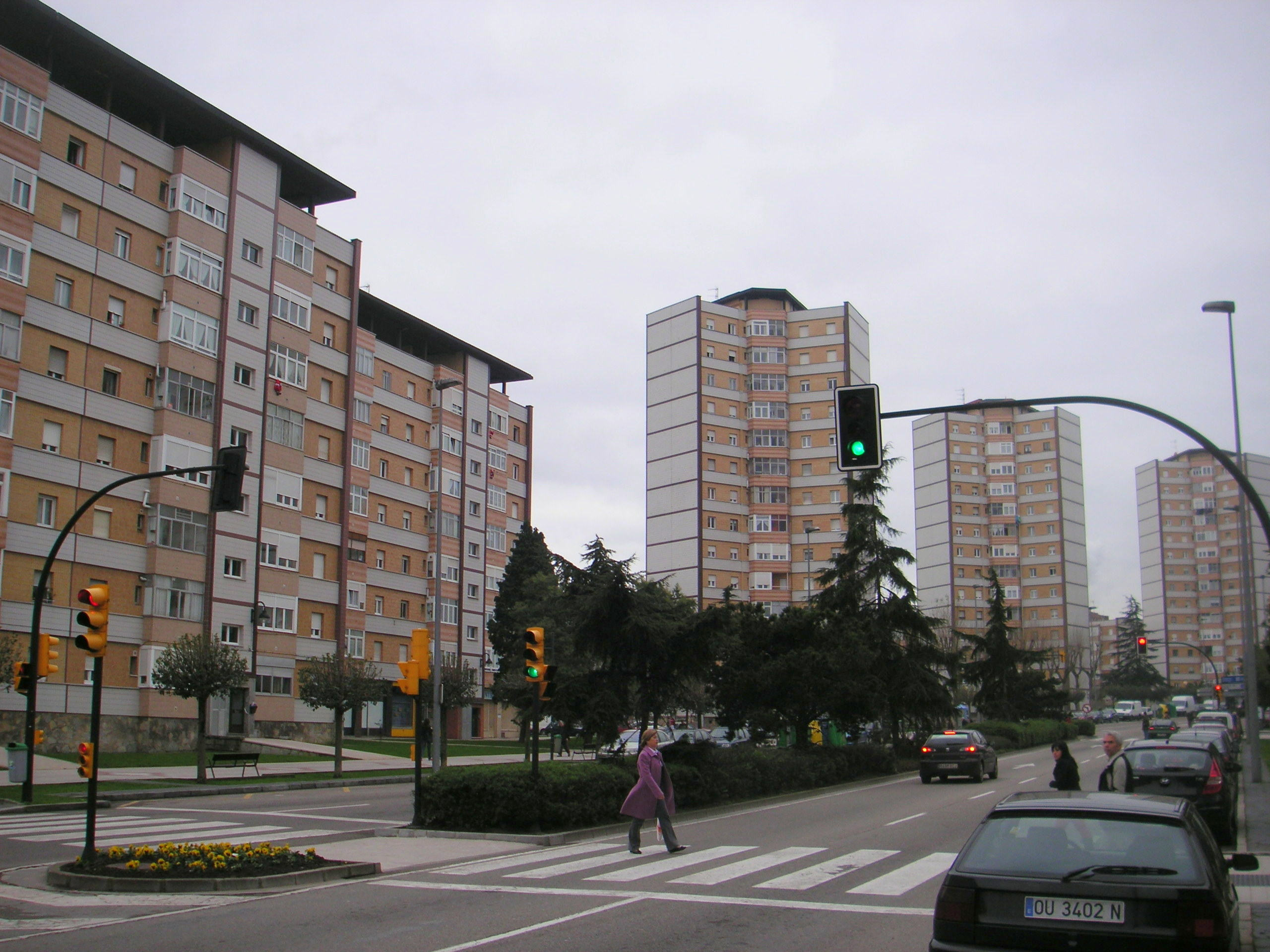
Algunas de Las Mil Quinientas en la avenida Gaspar García Laviana.

Históricamente, Pumarín fue un terreno donde solo había caserías y cuadras. Con el auge industrial de mediados del siglo XX se convirtió en un barrio obrero desarrollado a partir de grupos de viviendas de iniciativa tanto pública de privada. El primero de ellos data de 1949 y fue construido por la empresa Urbanizadora Gijonesa S.A. Se trata de una manzana triangular de edificios conocida como «La Urgisa» que se ubica entre las calles Baleares, Cataluña y Severo Ochoa. Se compone de tres edificios de cuatro pisos obra de los arquitectos Valdés Larrañaga y Núñez Mera.
Con motivo de solucionar el grave déficit de viviendas que había en Gijón durante la posguerra, en 1958 el Instituto Nacional de la Vivienda comenzó a levantar 1.500 viviendas en Pumarín. El grupo entonces proyectado, que originalmente se llamaba «Ciudad Satélite de Pumarín», dio lugar a lo que hoy se conoce como «Las Mil Quinientas». Este conjunto ocupa una superficie de 12 hectáreas en un lugar que en aquel momento estaba verdaderamente alejado del centro urbano, pero situado junto a la carretera a Oviedo —actual avenida de la Constitución— y cerca de la carretera Carbonera —actualmente integrada en la avenida Schulz—. Incorpora lo que para la época fueron grandes novedades. En efecto, las viviendas están distribuidas en 68 bloques aislados de diferentes alturas entre los que hay jardines públicos, muchos edificios ya contaban ascensor cuando se construyeron y entre ellos hay uno que tiene 20 pisos. Detrás de estas innovaciones, que se pueden inscribir dentro del movimiento moderno, estaba un equipo de profesionales propuesto por el Ayuntamiento. Lo lideraba el arquitecto municipal, José Avelino Díaz Fernández-Omaña, e incluía a Juan Manuel del Busto González, José Antonio Muñiz Muñiz y Miguel Díaz Negrete.

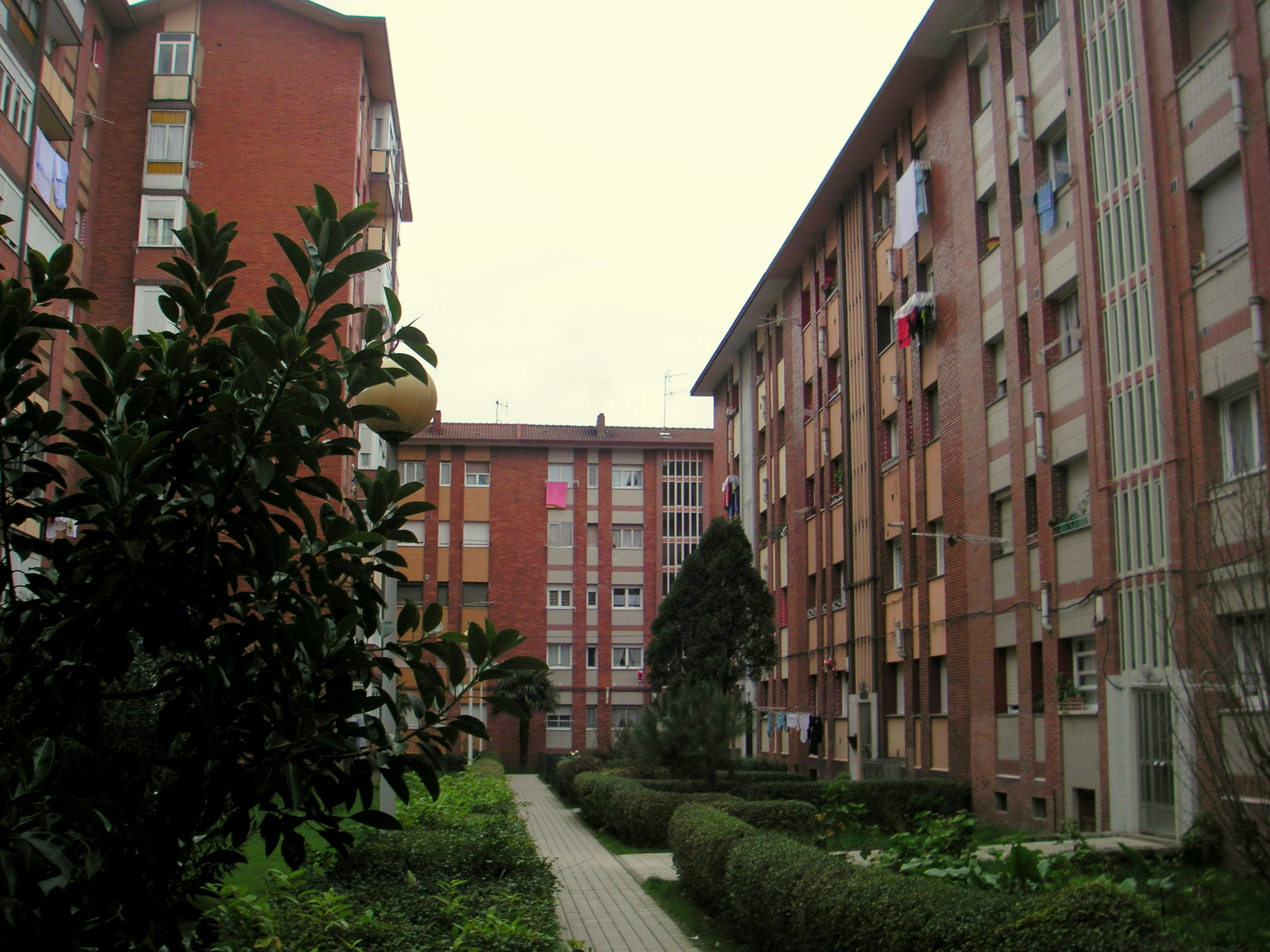
Bloques del grupo Carsa.

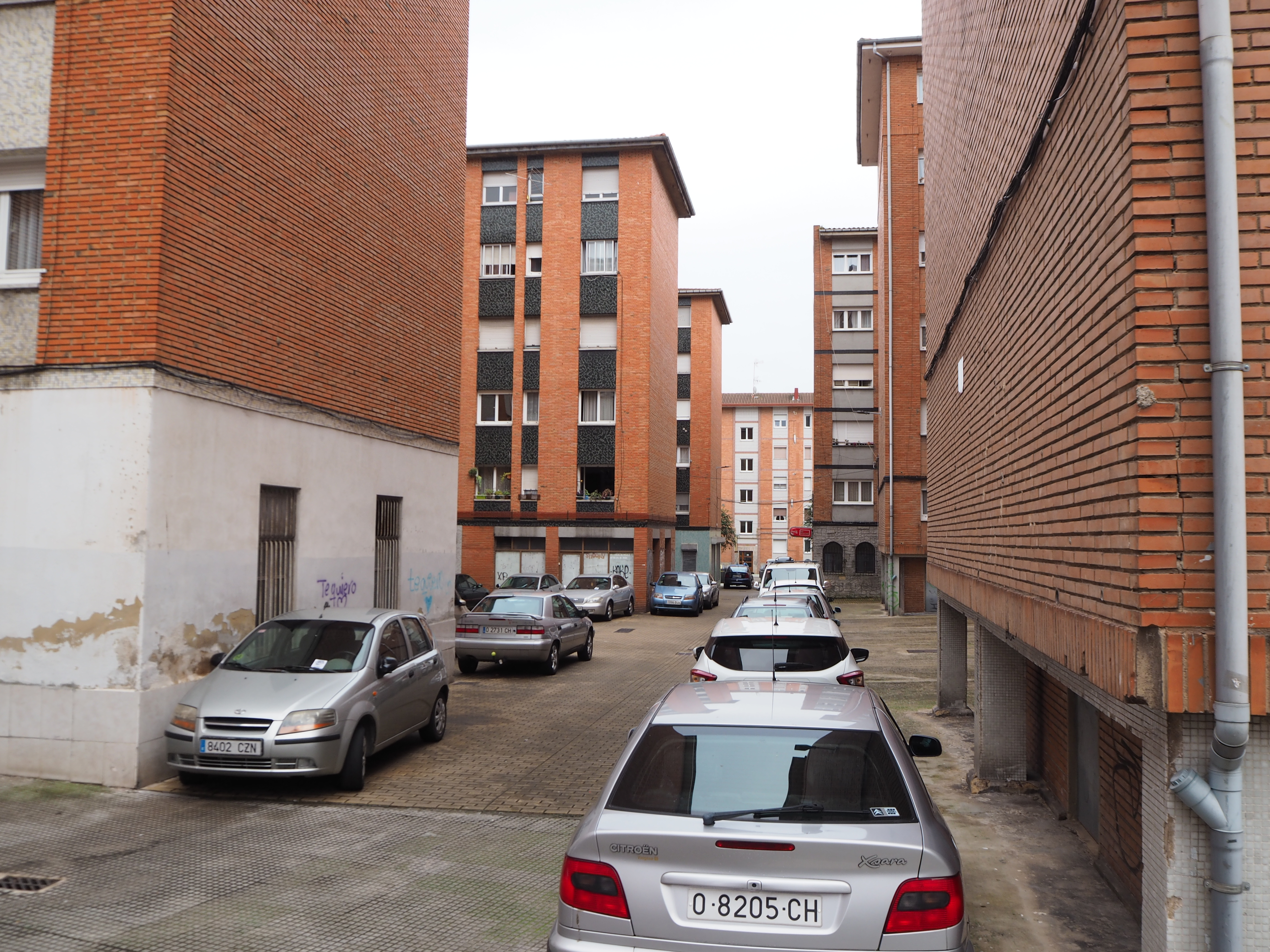
Callejón en las inmediaciones de la calle La Mancha.

El éxito de Las Mil Quinientas, que atrajeron una gran cantidad de habitantes al barrio, dio pie a que apareciesen otros conjuntos de viviendas en terrenos anexos. La misma empresa que las había construido, Construcciones Ángel Rodríguiez S.A., levantó el grupo ahora apodado «Carsa» prácticamente a la vez. La primera fase, de 26 bloques, data del año 1959; la segunda, de 56, de 1961; y la tercera, de 11, de 1963. Se edificó a ambos lados de lo que entonces se llamaba «Ronda de Camiones» y se corresponde con la actual avenida Gaspar García Laviana, vía que ya se había creado a la par que Las Mil Quinientas. Pese a ser obra de algunos de los arquitectos responsables de este otro grupo, Carsa no fue tan innovador. Sin embargo, estaba dotado de muchos más comercios e incluso alojó el cine Pumarín. Tal equipamiento se localizaba en un edificio exento en la esquina de la mencionada ronda y la calle La Alcarria, el cual desapareció en la década de 1980.
La Unión de Siderúrgicas Asturianas S.A. —más conocida como Uninsa— construyó asimismo viviendas en los alrededores de la calle La Mancha, ubicada en la parte alta de Pumarín y cerca del vecino barrio de Montevil. Se ha interpretado que estas representan un caso de «improvisación urbanística», pues los bloques en los que se agrupan están aparentemente desordenados y han dado origen a muchos callejones entre ellos.
En 1989 se inauguró el Centro Comercial Costa Verde. Como en el resto de barrios de Gijón, Pumarín también tiene un centro municipal denominado Centro Municipal Integrado de Pumarín-Gijón Sur que contiene diversas instalaciones como biblioteca, sala de estudio, sala de actos, mostradores de atención al ciudadano, piscinas, gimnasio, pistas de baloncesto y fútbol sala, etc. y donde se realizan multitud de actos culturales como pueden ser obras de teatro, conciertos, exposiciones fotográficas, ciclos de cine y demás actividades programadas por el Ayuntamiento o por iniciativas de agrupaciones o diversos colectivos.

## Equipamientos

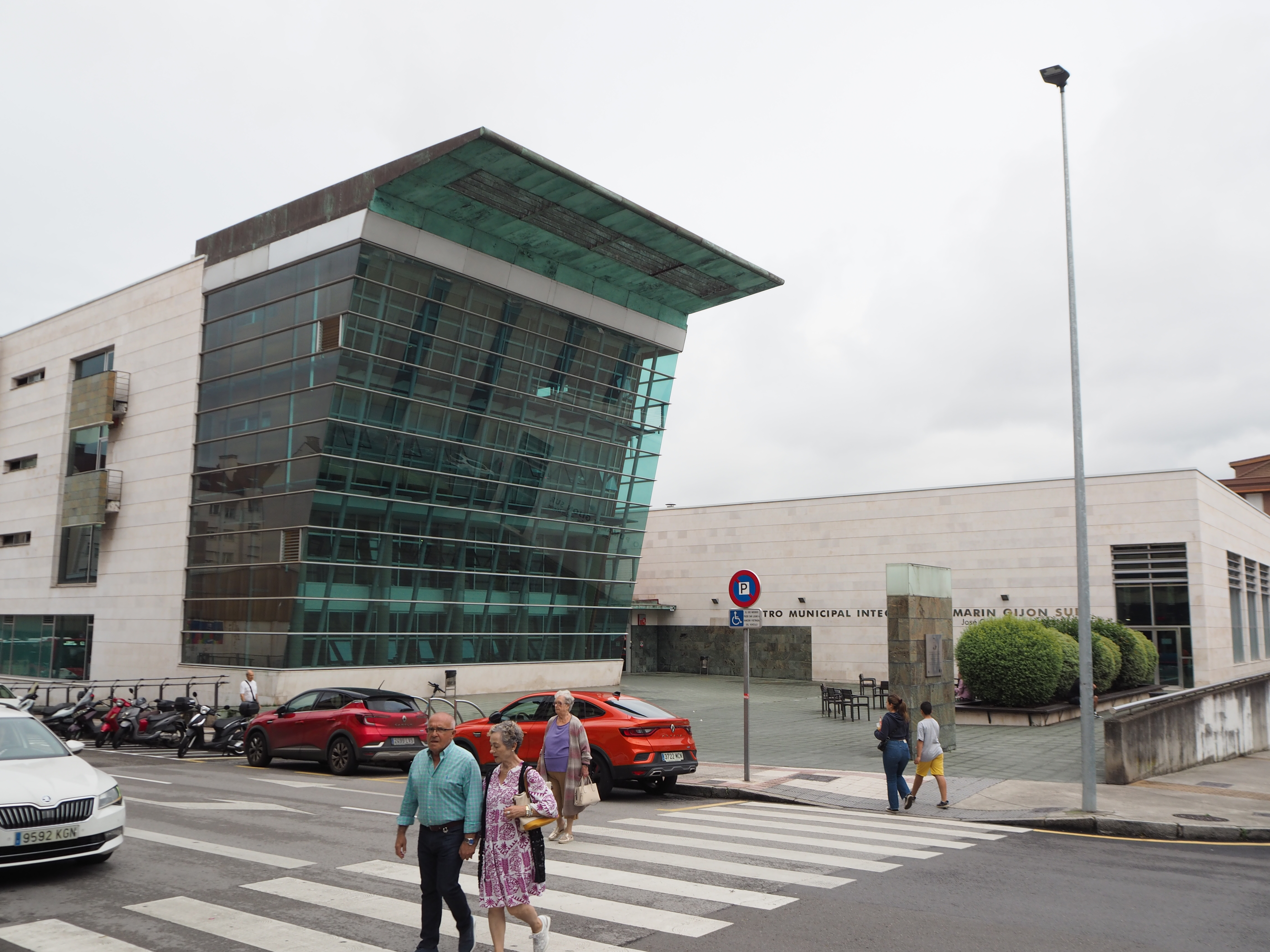
Centro Municipal Integrado Pumarín-Gijón Sur.

En 1962 se inauguró en el barrio un cine, el «Cine Pumarín», el cual permaneció en funcionamiento durante dos décadas. Estaba situado en un edificio propio diseñado por los arquitectos Miguel Díaz Negrete y Juan Manuel del Busto González que tenía una única sala con capacidad para algo más de 1.400 personas. Se localizaba en la esquina de la avenida Gaspar García Laviana con la calle La Alcarria.
En la actualidad, aparte de los ya mencionados Centro Comercial Costa Verde y Centro Municipal Integrado Pumarín-Gijón Sur, el barrio dispone de muchas otras instalaciones:

### Educativos
Pumarín alberga al colegio Juan Pablo II-San Miguel (antes colegio San Miguel), al CP Pumarín, al CP Severo Ochoa, al CP Montevil, a la EEI Montevil y al IES Montevil; todos ellos públicos menos el colegio San Miguel, que es privado-concertado.

### Deportivos
En el Centro Municipal Integrado se encuentra unos modernos equipamientos deportivos donde destacan dos piscinas (Infantil y 25 metros) y un pabellón cubierto donde se puede jugar al baloncesto, vóleibol, fútbol sala, bádminton o balonmano. 
El Club Baloncesto Pumarín es el principal club deportivo del barrio, jugando su equipo Sénior A en la 1.ª División Nacional Masculina de la FEB.

### Sanitarios
Pumarín dispone del centro de salud de Pumarín, aunque se encuentra en el barrio cercano de Perchera-La Braña. Al sureste del barrio está la Residencia Mixta de Gijón, residencia gerontológica de propiedad municipal.

### Religiosos
Dentro del barrio se halla la iglesia católica de San Miguel (Miguel Díaz Negrete, 1972) y algunas iglesias evangélicas.

### Parques y plazas
Aunque Pumarín dispone de muchas zonas verdes (en parte por el propio diseño de los bloques del barrio), destaca el parque de Severo Ochoa (coloquialmente conocido como el "parque de la Urgisa", y remodelado en 2012 para acomodar un aparcamiento subterráneo), la plaza del Ingeniero Orueta y la Corrada de "Les Heroínes", que recibe este nombre en honor a unas vecinas que se negaron a la edificación del espacio a principios de los 1970 y son consideras ejemplo de lucha vecinal.